# Верховна Рада Республіки Білорусь 13-го скликання
Верховна Рада Республіки Білорусь 13-го скликання — парламент Республіки Білорусь, який був обраний 1995 року. Вважається останнім демократично обраним парламентом Білорусі. Парламент почав роботу 9 січня 1996 року. Повноваження Верховної Ради 13 скликання були припинені 27 листопада 1996 року, після того, як Президент Білорусі Олександр Лукашенко підписав Закон «Про припинення повноважень Верховної Ради Республіки Білорусь 13 скликання».

## Вибори
Вибори до Верховної Ради Республіки Білорусь 13-го скликання пройшли 14 травня 1995 року, одночасно з республіканським референдумом. Другий тур виборів відбувся 28 травня 1995 року. Вибори проводилися відповідно до нового закону, прийнятого в листопаді 1994 року. Закон приділяв політичним партіям, якщо вони мали первинні організації у відповідних округах, право висувати кандидатів.
Через низьку явку виборців, за два тури вдалося вибрати лише 119 депутатів, тоді як для формування Верховної Ради було потрібно не менш ніж 174 депутати (не менше двох третин від повного складу в 260 осіб). Разом з тим, через відсутність кворуму, не вдалося продовжити діяльність попереднього складу депутатського корпусу. Спостерігачі констатували в цей період загострення боротьби між президентською і законодавчою гілками влади. Суддя Конституційного суду Республіки Білорусь Михайло Пастухов зазначив, що вибори були фактично зірвані виконавчою владою, пояснив таку позицію тим, що Олександр Лукашенко не хотів обрання сильного органу представницької влади, який міг би контролювати законність його дій і рішень і при наявності підстав почати процедуру імпічменту. Після виборів виконавча влада відкрито перешкоджала роботі Верховної Ради 12-го скликання, який за законом зберігав свої повноваження: Верховну Раду позбавили службових автомобілів; депутатам, які працювали на професійній основі, перестали виплачувати зарплату і позбавили матеріально-технічних умов діяльності.
11 жовтня 1995 року Конституційний суд Республіки Білорусь виніс рішення, в якому він визнав, що відповідно до Конституції та законів Республіки Білорусь Верховна Рада 12-го скликання зберігає свої повноваження в повному обсязі до першого засідання Верховної Ради 13-го скликання, обраного в легітимному складі. На знак протесту з рішенням суду один із суддів Конституційного суду Григорій Василевич написав особливу думку[джерело?].
У результаті рішення Конституційного суду було необхідно провести повторні парламентські вибори в округах, де вони не відбулися. Повторні вибори депутатів Верховної Ради Білорусі 13-го скликання відбулись 29 листопада 1995 року, другий тур відбувся 10 січня. В результаті повторних виборів кількість обраних депутатів досягла 198 осіб, чого було достатньо для легітимності нового складу Верховної Ради.

## Депутатський склад
До нового складу Верховної Ради було обрано тільки 18 осіб з числа депутатів Верховної Ради 12-го скликання. 170 депутатів (85,9 %) стали парламентарями вперше. У сфері промисловості, транспорту і будівництва працювали близько 20 % обраних депутатів; 22,2 % депутатів працювали в сільському господарстві; були обрані 21 керівник підприємств і фірм, 27 голів колгоспів, 10 директорів радгоспів, 11 медичних працівників. Представники соціальної сфери (вчителі, лікарі, працівники закладів культури) були представлені в парламенті достатньо широко. Серед депутатів були 9 жінок (4,5 %); кількість осіб молодше 30 років, становила 3 людини. Абсолютна більшість депутатів мали вищу освіту. 25 депутатів (12,6 %) мали вчені ступені і звання. 105 депутатів були членами 16 політичних партій, 93 були безпартійними.
Разом з тим, у парламент нового складу не вдалося потрапити жодному представникові Білоруського Народного Фронту, який мав сильну опозиційну фракцію у Верховній Раді 12-го скликання.

### Фракції
Після виборів у парламенті було сформовано ряд депутатських фракцій: аграріїв, Партії комуністів Білоруської, «Громадянська дія», соціал-демократів.

## Голова
З 10 січня 1996 до 27 листопада 1996 року обов'язки Голови Верховної Ради 13-го скликання виконував голова Аграрної партії Семен Шарецький, який відразу заявив, що виступає за ринкові реформи, збереження суверенітету і недоторканність демократичної Конституції, а білоруське суспільство має консолідуватися навколо національної ідеї. Під час виборів Голови Верховної Ради окреслилися розбіжності між Верховною Радою і президентом Білорусі Олександром Лукашенком, який пропонував призначити Головою Верховної Ради колишнього прем'єр-міністра В'ячеслава Кебіча, хоча вага опозиції в складі Верховної Ради 13-го скликання була меншою, ніж у попередньому складі.

## Діяльність
Засідання першої сесії Верховної Ради 13-го скликання відбулося 9 січня 1996 року. Була висловлена пропозиція провести в березні 1996 року повторні вибори в 62 округах, за якими депутати не були обрані, але вона[хто?] не була підтримана депутатами.
Оскільки під впливом «президентської вертикалі» в складі Верховної Ради 13-го скликання виявилося багато представників структур управління, керівників колгоспів і радгоспів і мало професійних політиків і юристів, новий парламент став проводити політику підтримки рішень Олександра Лукашенка. Без пояснення причин з Конституційного суду були відкликані всі пропозиції, що надійшли від попереднього голови Верховної Ради Мечислава Гриба приводу конституційності указів президента.
Однак демократично налаштовані депутати об'єдналися в єдину фракцію і почали помітно впливати на рішення парламенту. Вони вимагали звіту президента і уряду про використання бюджетних і позабюджетних коштів, підносимо питання до міністрів, виступали за суворе дотримання Конституції і законів.
Влітку 1996 року Олександр Лукашенко виступив з ініціативою проведення республіканського референдуму і прийняття нової редакції Конституції, де всі владні повноваження переходили до президента. Під тиском виконавчої влади Верховна Рада 6 вересня 1996 року призначила республіканський референдум з чотирьох питань, однак це рішення парламенту за пропозицією спікера Семена Шарецького було розглянуто Конституційним судом на предмет відповідності Конституції. В результаті суд 4 листопада 1996 року виніс рішення, що на обов'язковий референдум не можна виносити питання про внесення змін і доповнень до Конституції.
В результаті рішення Конституційного суду Верховна Рада змінила свою постанову і визнала, що на обов'язковий референдум виносяться лише питання про перенесення Дня незалежності Республіки Білорусь і про виборність керівників місцевих органів влади. Не погоджуючись з рішенням Конституційного суду і Верховної Ради, Олександр Лукашенко видав два укази, де всупереч Конституції та Закону «Про народне голосування (референдум) в Республіці Білорусь» визначив порядок набрання чинності рішень республіканських референдумів про зміни і доповнення Конституції Республіки Білорусь, а також про недійсність рішення Конституційного суду.
73 депутати Верховної Ради звернулися 19 листопада 1996 року в Конституційний суд з пропозицією про відсторонення Олександра Лукашенка з посади в зв'язку з численними випадками порушення ним Конституції Республіки Білорусь, яких налічувалося 18 актів. 19 листопада 1996 року Конституційний суд порушив справу «Про порушення Президентом Республіки Білорусь О. Лукашенко Конституції Республіки Білорусь», яку суд повинен був розглядати 22 листопада. 21 листопада в Мінськ приїхали прем'єр-міністр Росії Віктор Черномирдін і його заступник Валерій Сєров, голова Державної думи Росії Геннадій Селезньов і голова Ради Федерації Росії Єгор Строєв. В ніч з 21 на 22 листопада вони провели переговори з керівництвом Білорусі, в результаті чого було підписано «Угоду про суспільно-політичну ситуацію та конституційній реформі в Республіці Білорусь». Угоду підписали президент Олександр Лукашенко, який зобов'язався скасувати свої укази про обов'язкове референдум з питань зміни і доповнень Конституції; Голова Верховної Ради Семен Шарецький, який повинен був забезпечити відкликання з Конституційного суду звернення депутатів; а також Голова Конституційного суду Валерій Тихіня, який зобов'язався припинити справу про порушення президентом Лукашенко Конституції Республіки Білорусь. Втручання Росії у внутрішні справи Білорусі не дозволила депутатам Верховної Ради організувати імпічмент Лукашенко.
Підписання угоди не дозволила Конституційному суду почать 22 листопада 1996 року розгляд справи справи, підсумкове засідання суду було призначено на 26 листопада 1996 року. Разом з тим вранці 26 листопада були оголошені підсумки республіканського референдуму, які позбавляли Верховну Раду своїх повноважень, а Конституційний суд в нових умовах припинив справу про порушення Конституції Олександром Лукашенко після прийняття постанови Палатою представників Національних зборів Республіки Білорусь про відгук звернення депутатів Верховної Ради з Конституційного суду.

## Розгін Верховної Ради
26 листопада 1996 року після проголошення результатів республіканського референдуму група депутатів Верховної Ради, лояльних до політики глави держави, під керівництвом заступника Голови Верховної Ради Ю. Малумова прийняла закон «Про припинення повноважень Верховної Ради Республіки Білорусь тринадцятого скликання». Суддя Конституційного суду Республіки Білорусь відзначає, що для прийняття рішення про дострокове припинення повноважень Верховної Ради потрібно як мінімум дві третини голосів від числа обраних депутатів, тобто не менше 134 голоси «за». Незважаючи на це, 27 листопада було сформовано Палата представників Національних зборів Республіки Білорусь, після чого Олександр Лукашенко підписав Закон «Про припинення повноважень Верховної Ради Республіки Білорусь 13 скликання».
Лояльні до президента депутати Верховної Ради 13-го скликання були запрошені до Адміністрації Президента, де 62 з 84 депутатів в день оголошення результатів референдуму написали заяву з проханням про зарахування до Палати Представників Національних Зборів.

## Діяльність після розгону
50 депутатів Верховної Ради 13-го скликання проігнорували пропозицію написати заяву про включення їх до складу Палати представників Національних Зборів, близько 70 депутатів продовжували засідання Верховної Ради одночасно зі створенням нового парламенту. Від імені президії Верховної Ради депутатами було прийнято заяву про невизнання результатів референдуму 1996 року. На наступний день, 28 листопада, коли депутатами були призначені економічні слухання за участю найбільших партій, будівля Верховної Ради був закритий «на ремонт», і збори депутатів Верховної Ради 13-го скликання остаточно втратив ознаки парламентської сесії.
Верховна Рада втратила можливість виконувати законодавчі та представницькі функції, але була визнана міжнародним співтовариством. З лютого 1997 року депутати Верховної Ради продовжували свою діяльність як політичні експерти і почали переважно називати свої засідання «депутатськими зборами» замість колишньої назви — «депутатські сесії». У цей час максимальну кількість депутатів Верховної Ради не перевищувала 50 осіб.
Разом з тим, Верховною Радою було створено Комісію з правову оцінку дій президента, головою якої був обраний Віктор Гончар. 14 жовтня 1997 року депутатами було підтримано звіт комісії і підписано заяву про неможливість виконання Олександром Лукашенко президентських повноважень. Постанова була призначена стати першим кроком у відновленні процедури імпічменту президента, тому надання депутатським зібранням статусу повноважень засідань Верховної Ради мало принципове значення. Група депутатів на чолі з Віктором Гончаром розробила пакет матеріалів для підготовки і проведення повноважних засідань Верховної Ради, серед депутатів почався другий збір підписів за імпічмент, але постанова про позбавлення депутатських мандатів членів Палати представників була заблокована комуністами, аграрії і частиною соціал-демократів, в результаті чого Верховна Рада не змігла визнати за собою право збирати парламентські сесії.
У 1999 році Верховна Рада призначила Вибори президента Білорусі, оскільки повноваження Лукашенко закінчилися в цьому році за Конституцією 1994 року.
До складу затвердженої Верховною Радою Центральної виборчої комісії на чолі з Віктором Гончаром увійшли представники БНФ, ОГП, Білоруського соціал-демократичної громади, Білоруського асоціації журналістів, а також професійних спілок. Центрвиборчком був змушений працювати в підпіллі, не маючи постійного приміщення. Офіційні структури не ризикували мати відносини з ЦВК, так як це могло загрожувати як найменш звільненням роботи, а в гіршому випадку і притягненням до кримінальної відповідальності. Голосування довелося проводити по квартирах.
19 травня результати виборів були підведені, але не оприлюднені через труднощі з організацією виборів.
21 липня 1999 депутати Верховної Ради Республіки Білорусь XIII скликання, прихильники Конституції редакції 1994 року, призначили Семена Шарецького виконуючим обов'язки президента Республіки Білорусь. З кінця липня 1999 Семен Шарецький жив у Вільнюсі, вважався легітимним главою Білорусі; йому була надана державна охорона. Зараз політик живе в США. Після від'їзду Семена Шарецького з Білорусі Віктор Гончар взяв на себе обов'язки Голови Верховної Ради Білорусі.
16 вересня 1999 року Віктор Гончар разом зі своїм другом, бізнесменом Анатолієм Красовським зникли безвісти. Пізніше на місці, де найімовірніше сталося викрадення, були знайдені осколки скла автомобіля і сліди крові. Цей злочин не розкрито дотепер.
Як зазначає суддя Конституційного суду Республіки Білорусь Михайло Пастухов, в Білорусі існують два парламенти: Верховна Рада, який був незаконно розпущений виконавчою владою, не діє і має прострочений мандат, але легітимний; і Національні збори Республіки Білорусь, який був утворений на незаконних підставах, не визнається міжнародним співтовариством, безвладний, але фактично діючий.

## Реакція міжнародного співтовариства
Палата Представників, створена за результатами проведення референдуму 1996 року не була визнана міжнародним співтовариством як білоруський парламент. До 2000 року — терміну, коли закінчилися повноваження Верховної Ради 13-го скликання, саме він був представлений в Парламентській асамблеї ОБСЄ.